# Castillo-Palacio de los Milán de Aragón
El palacio de los Marqueses de Albaida (en valenciano y oficialmente Palau dels Marquesos Milà i Aragó), se encuentra en la plaza Mayor de la localidad de Albaida (Valencia) España, en la comarca del Valle de Albaida. Su construcción data de los siglos XVI y XVII, siendo residencia de los marqueses, aunque hay datos que en este mismo solar existo una casa señorial supuestamente fortificada, aprovechando parte de su anterior construcción y respetando la gran torre de Poniente la única existente, en su primera reforma que se realizó en el siglo XVI, se añadieron dos nuevas torres que recibieron el nombre de Central (Mig) y de Levante (Llevant), pasando a ser el edificio de más carácter residencial que defensivo. En el siglo XVII se realizó la última reforma. Se puede visitar. La Torre está declarada como Bien de Interés Cultural con la categoría de monumento, dentro del Patrimonio Nacional y en el Patrimonio Cultural de la Generalidad Valenciana.
Se encuentra bajo la protección de la Declaración genérica del Decreto de 22 de abril de 1949, y la Ley 16/1985 sobre el Patrimonio Histórico Español, Código: 46.24.006-003; y es bien de interés cultural con referencia R-I-51-0010645.
El edificio presenta una variedad de nombres por las diversas formas en que se escriben los apellidos de los titulares. Por un lado Milán es la versión castellana del valenciano Milà, que a su vez puede proceder del castillo del Milach; otra forma de castellanizarlo es Milá. Por otro lado Aragón procede de Aragó. Estas formas a su vez se han combinado tanto con y como con de, de forma que puede encontrarse Milà d'Aragó, Milán de Aragón, Milán y Aragón y otras formas.

## Situación
El palacio de los marqueses se encuentra en la Plaza Mayor de Albaida (Valencia) España. Ha sido restaurado parcialmente en fechas recientes, aunque aún mantiene elementos en avanzado estado de deterioro.

## Historia

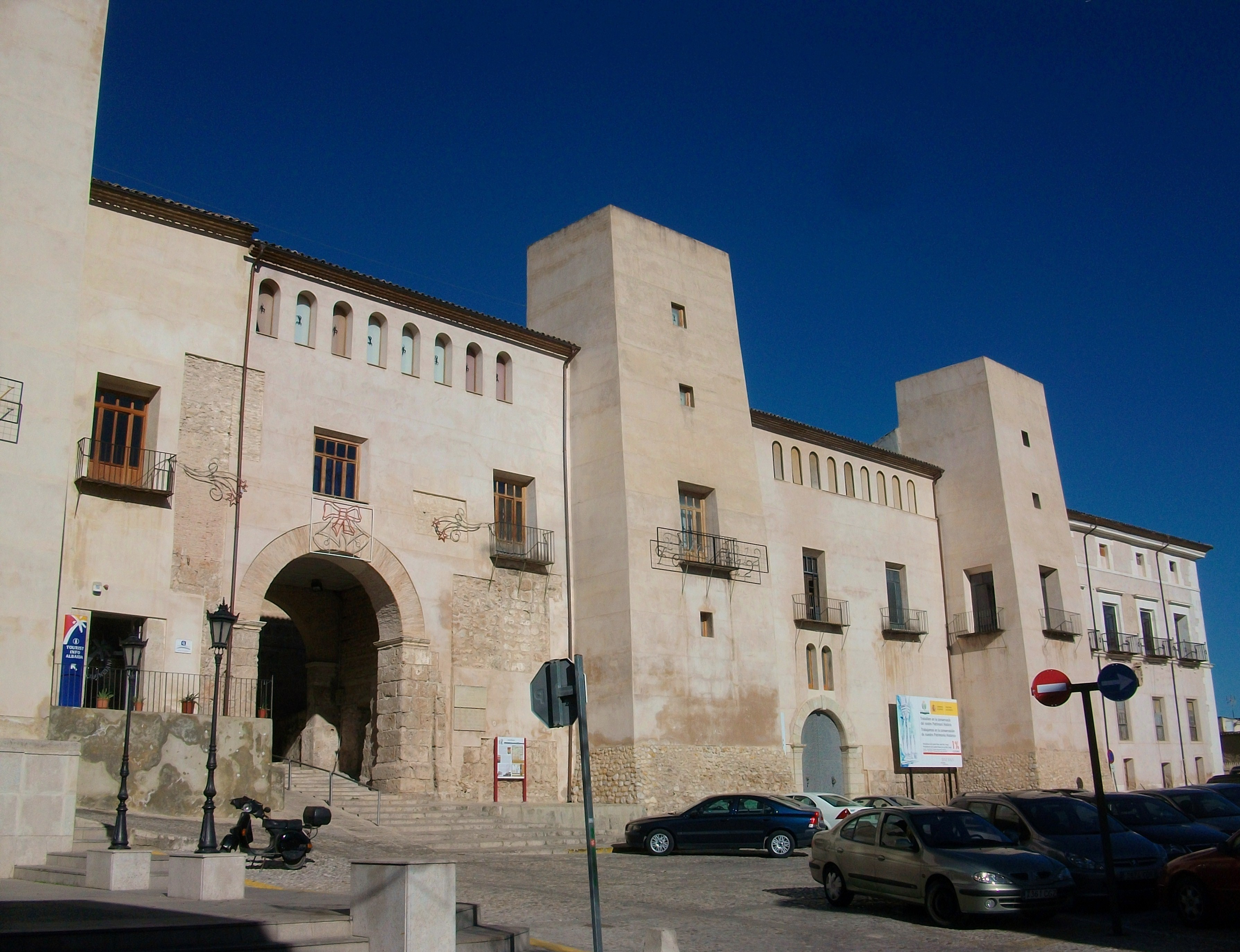
Vista del palacio desde la plaza Mayor.

Aunque se han encontrado yacimientos de antigüedad muy superior, el núcleo de la población de Albaida es de fundación árabe. Después de su conquista los musulmanes fueron expulsados tras una rebelión, repoblándose la zona con colonos catalanes, aragoneses y castellanos.
Albaida se encuentra situada en la línea divisoria de las provincias de Valencia y Alicante, entre el río Albaida y la Sierra de Agullent. Fue reconquistada por el rey Jaime I quien la pobló de cristianos en el año 1248. Se distribuyeron las tierras entre 90 colonos. Hasta el año 1269 perteneció a la Corona. Pedro I donó en feudo con el castillo y las alquerías a Conrado Lanza en 1279, a quien, más tarde le fueron confiscadas.
Pasó posteriormente por distintos señoríos hasta llegar, a finales del siglo XV, a los Milá de Aragón, que lo mantuvieron hasta su desaparición.
Los Milá, no Milán como aparece este apellido en muchos documentos genalógicos, son descendientes del reconquistador de la plaza de Játiva y padre del primer señor de Masalavés, en la comarca de la Ribera Alta. La plaza de Játiva fue reconquistada y repoblada en el año 1244, por Ramón de Milá al servicio de Jaime I. Los señores del Castillo de Milá o del Milach pasaron a la conquista de Valencia en el año 1255 y el rey de Aragón Jaime I dio facultad a Pedro del Milá de poblar con otros caballeros, castillo y villa de Agres y el castillo de Mariola.
Leonor de Aragón, hija natural de Alfonso de Aragón y Escobar, primer duque de Villahermosa, y de Leonor de Sotomayor y Portugal, de la casa de los duques de Valencia de Campos, se casó con Jaime Milá y Rams, conde de Albaida, título concedido por Juan II en 1477. En este mismo año, Juan II nombra a Jaime Milá y Rams, primer conde de Albaida y un año después Jaime casa con Leonor de Aragón, formándose con este matrimonio el linaje de Milá de Aragón. En la segunda mitad del siglo XIV el linaje de los Milá había emparentado en la persona del abuelo del I Conde de Albaida con el Linaje de los Borja, señores de Borja de la torre de Canals de Jativa, al que pertenecen en el siglo XIV el Papa Calixto III y en el XV el Papa Alejandro VI, así como en el XVI San Francisco de Borja.
En el año 1604 Felipe III creó el marquesado de Albaida, contra cuyo titular se sublevarían poco después los labradores, debido a los excesivos impuestos, sublevación duramente reprimida por el virrey.
El palacio de los marqueses de Albaida, construido entre los siglos XVI y XVII, fue residencia de los marqueses titulares de la población. Aunque con anterioridad a la construcción del palacio ya debía existir en esa misma ubicación una casa señorial más o menos fortificada, el edificio que hoy conocemos tiene su origen en los años 1471-1477, cuando los Milá de Aragón obtuvieron el señorío de Albaida, y concretamente con el cardenal Lluís-Joan del Milá i Borja. Este primitivo palacio fue construido sobre la muralla, reforzando la zona de la Puerta de la Vila con su gran torre de Poniente, la única que había entonces.
La construcción de finales del siglo XV tenía apariencia de residencia nobiliaria y tenía adosada el principal acceso al espacio dentro de la muralla, la puerta de la Villa construida en 1460. En los últimos años del siglo XVI y comienzos del XVII, se derribó por motivo de espacio la iglesia vieja del siglo XIII. La nueva iglesia que se pretendía edificar requería mucho terreno y fue necesario derruir parte del palacio y alguna casa. Cuando sufrió su primera reforma (siglo XVI), los Milá todavía residían esporádicamente en Albaida, cerrándose en forma de cuadrado con un patio interior. Se levantaron dos nuevas torres, las conocidas como del Mig y de Llevant (Medio y Levante), aunque ya para entonces el edificio tenía un carácter mucho más residencial que defensivo. La última gran reforma tuvo lugar a principios del siglo XVII.
Durante unos cuantos años siguieron las obras y reformas. La última obra destacable, ya del siglo XIX, es la de la actual entrada principal desde la Plaza Mayor. Con el material extraído se reforzó la base de las torres. A destacar, en las diferentes fachadas del palacio, los escudos heráldicos de distintas épocas. En el interior encontramos salas decoradas con coloristas pinturas barrocas del albaidense Bertomeu Albert de finales del siglo XVII. Son especialmente relevantes las salas del Trono, de la Música, del Cristo, la Blanca y el dormitorio y la sala del marqués. En la parte ya rehabilitada del palacio, y con acceso desde dentro, se ha instalado el Museo Internacional de Títeres de Albaida. También encontramos en sus dependencias la oficina municipal de turismo.

## Descripción

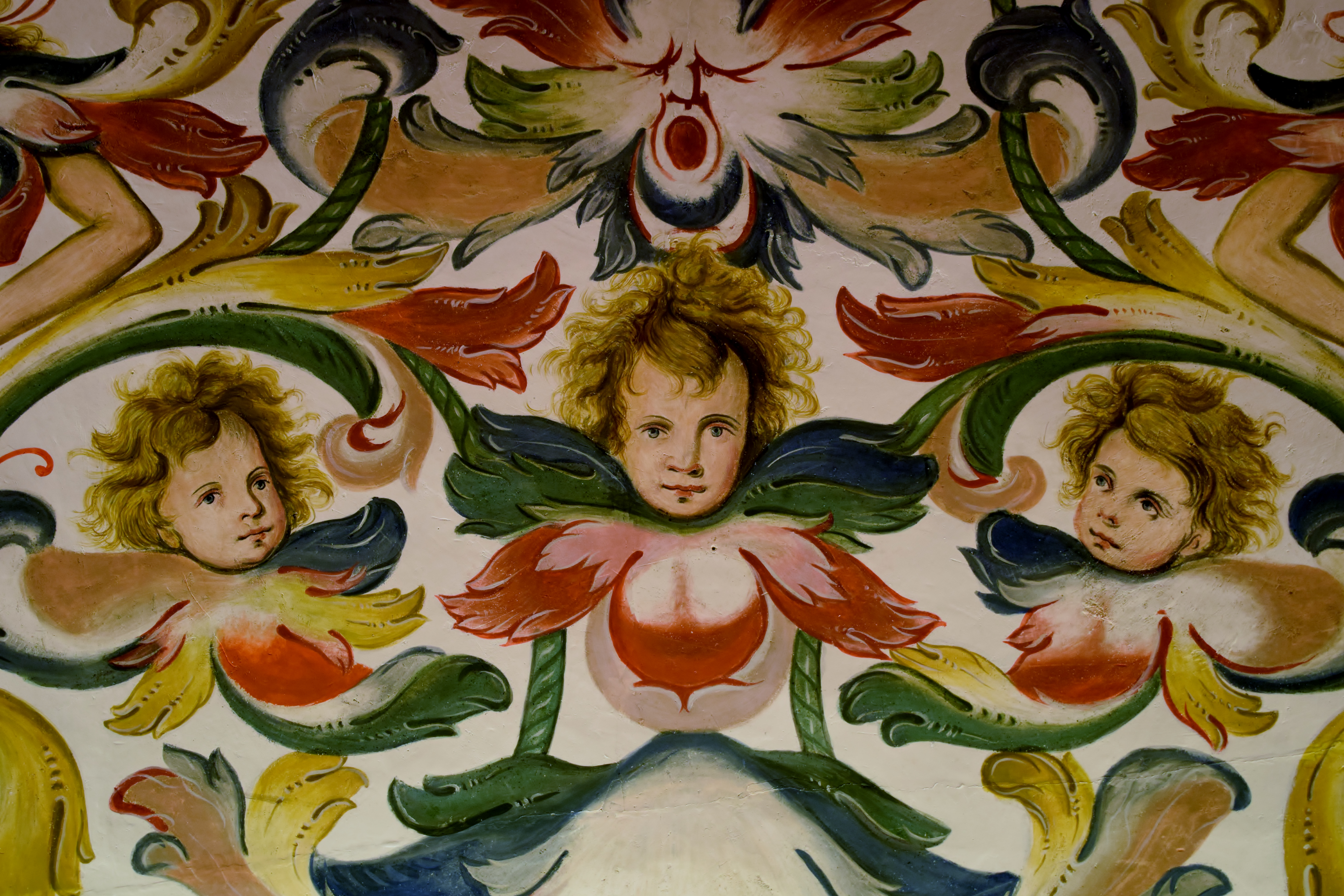
Detalle de uno de los techos del palacio.

Se trata de una sólida construcción con tres torres cuadradas.
El Palacio de los Milá de Aragón, ubicado junto a la iglesia, es el edificio más monumental y emblemático de la ciudad de Albaida. Símbolo del antiguo poder feudal ahora se ha transformado en espacio público con múltiples pinturas barrocas y obra de Bertomeu Albert de finales del siglo XIII. Son especialmente relevantes las salas del Trono, de la Música, del Cristo, la Blanca, la sala y dormitorio del Marqués.
Construcción señorial cuyo origen se remonta al siglo XII, ha sufrido sucesivas ampliaciones y modificaciones hasta nuestros días, generándose un entramado en el que se mezclan épocas y estilos diversos: gótico, renacentista y barroco. El edificio se divide en tres cuerpos bien diferenciados, delimitados por tres torres de planta cuadrada situadas a lo largo de la fachada principal cuyo origen es la antigua muralla islámica sobre cuyo tapial se sostiene parte del inmueble.
El primitivo palacio nace a partir de las primeras murallas que los musulmanes construyen en el siglo XIII, aprovechando tres de las torres de defensa: la de Poniente, la Central y la Torre Palacial. Tenía apariencia de residencia nobiliaria y tenía adosada el principal acceso al espacio amurallado, la puerta de la villa. La fachada recayente a la plaza Mayor no fue en origen la fachada principal, sino simplemente la fachada lateral meridional, ya que la principal quedaría en el interior del patio de armas.
La evolución posterior de las obras y especialmente la apertura del arco del siglo XVIII, transformaron la construcción volcándola hacia el pueblo y recayendo hoy la entrada principal a la plaza Mayor. Esta fachada es el resultado de la suma de distintas reformas de diferentes periodos. El arco de mayor luz, de medio punto, realizado con sillares y ladrillo, abovedado y enlucido posteriormente, fue construido en el siglo XVIII, por decisión expresa de la Villa, tal como consta en el libro de acuerdos de la villa de Albaida del año 1761. El objeto de la apertura del arco y pasaje que atraviesan el edificio fue el de comunicar el pueblo con la iglesia situado al otro lado del mismo.
El segundo arco, el cual conduce directamente al vestíbulo del palacio, es el de más reciente apertura y se puede datar a finales del siglo XIX, cuando el palacio había dejado de pertenecer a los marqueses. El palacio recibe iluminación directa a través de muchas ventanas y balcones que se han ido abriendo a lo largo del tiempo y muestran las diferentes alturas del edificio.
El palacio conserva tres escudos señoriales tallados en piedra situados en el exterior. El más antiguo data del siglo XV, situado bajo el balcón de la torre de poniente. Se trata de las armas de los Milán. El otro es el de la parte acabada en el siglo XVII, y contiene las armas de Cristóbal II (las de los Milán, más las de Aragón-Navarra, Castilla y León, La Orden de Montesa, etc.). El escudo que aparece en las pinturas del salón del trono es muy parecido a este, con la excepción que también cuenta con las armas de los Mercader.
El tercer blasón está situado en el patio de armas, el cual contiene multitud de armas. Parece de influencia inglesa por la excesiva compartimentación del escudo y ornamentación externa a base de leones tenentes. Podría responder a un viaje que los marqueses realizaron a mediados del siglo XIX a Gran Bretaña. Existe otro escudo de la familia Milán en la puerta lateral de la iglesia perteneciente a Cristóbal II.
Desde 1994 se vienen desarrollando trabajos de consolidación y restauración en el palacio, siendo los últimos de consolidación de la torre de poniente. Esta se incendió en diciembre de 1986, derrumbándose el teatro existente en la última planta de esta parte del edificio antes de que se iniciaran las obras de emergencia de la consolidación de la cubierta, en la Navidad de 1987.
Desde 1998 se están realizando obras de consolidación y restauración en el edificio.
La función del palacio ha variado según los tiempos. Ha sido residencia de barones, condes y marqueses, sede del Ayuntamiento (1936-1939), espacio de reclutas (1938) y sede de la entidad benéfica "La Dominical". Actualmente el palacio alberga el Museo Internacional de Títeres de Albaida.
En enero de 2008 sufrió un incendio que afectó a una parte del edificio.